# Правительство Азербайджанской ССР (1967–1971)
В статье Правительство Азербайджанской Советской Социалистической Республики 1967-1971 — представлен состав Совета Министров Азербайджанской ССР, сформированный после первой сессии VII созыва Верховного Совета Азербайджанской ССР. Правительство действовало с 5 апреля 1967 г по 2 июля 1971 года.

## Состав правительства

### Председатель Совета Министров и его заместители
| Председатель Совета Министров и его заместители  |                                  |                 |                 |
| Председатель Совета Министров                    | Алиханов Энвер Назарович         | 5 апреля 1967   | 10 апреля 1970  |
| Председатель Совета Министров                    | Ибрагимов Али Измаилович         | 10 апреля 1970  | 2 июля 1971     |
| Первый заместитель Председателя Совета Министров | Ибрагимов Али Измаилович         | 5 апреля 1967   | 10 апреля 1970  |
| Первый заместитель Председателя Совета Министров | Ибрагимов Исмаил Али оглы        | 7 мая 1970      | 2 июля 1971     |
| Заместители Председателя Совета Министров        | Таирова Таира Акпер кызы         | 5 апреля 1967   | 28 февраля 1968 |
| Заместители Председателя Совета Министров        | Гусейнов Кямран Асад оглы        | 28 февраля 1968 | 2 июля 1971     |
| Заместитель Председателя Совета Министров        | Оруджев Аскер Гасым оглы         | 5 апреля 1967   | 20 октября 1970 |
| Заместитель Председателя Совета Министров        | Расизаде Шамиль Алиевич          | 20 октября 1970 | 2 июля 1971     |
| Заместитель Председателя Совета Министров        | Садыхов Рза Наджаф Кули оглы     | 5 апреля 1967   | 23 ноября 1970  |
| Заместитель Председателя Совета Министров        | Лемберанский Алиш Джамиль оглы   | 23 ноября 1970  | 2 июля 1971     |
| Заместитель Председателя Совета Министров        | Везиров Сулейман Азадович        | 5 апреля 1967   | 24 ноября 1970  |
| Заместитель Председателя Совета Министров        | Щеглов Георгий Васильевич        | 24 ноября 1970  | 2 июля 1971     |
| Заместитель Председателя Совета Министров        | Аллахвердиев Микаил Ибрагим оглы | 5 апреля 1967   | 30 июня 1971    |

## Министры Азербайджанской ССР
| Министры Азербайджанской ССР                                    |                                 |                 |                  |
| Министр иностранных дел                                         | Таирова Таира Акпер кызы        | 5 апреля 1967   | 2 июля 1971      |
| Министр высшего и среднего образования                          | Гусейнова Зулейха Исмаил кызы   | 5 апреля 1967   | 30 июня 1970     |
| Министр высшего и среднего образования                          | Гулиев Данил Пири оглы          | 24 августа 1970 | 1971             |
| Министр высшего и среднего образования                          | Алиев Курбан Гасанович          | 28 июня 1971    |                  |
| Министр здравоохранения                                         | Векилов Фахри Мамедрза оглы     | 5 апреля 1967   | 19 января 1970   |
| Министр здравоохранения                                         | Абдуллаев Ханифа Мамедага оглы  | 20 января 1970  | 2 июля 1971      |
| Министр культуры                                                | Гаджиев Рауф Солтан оглы        | 5 апреля 1967   | 19 февраля 1971  |
| Министр культуры                                                | Багиров Закир Нариман оглы      | 19 февраля 1971 | 2 июля 1971      |
| Министр легкой промышленности                                   | Рагимов Садых Гаджи Ярали оглы  | 5 апреля 1967   | 2 июля 1971      |
| Министр лесного хозяйства и деревообрабатывающей промышленности | Щеглов Георгий Васильевич       | 5 апреля 1967   | 24 ноября 1970   |
| Министр лесного хозяйства и деревообрабатывающей промышленности | Карамян Армик Александрович     | 24 мая 1971     | 2 июля 1971      |
| Министр мелиорации и водного хозяйства                          | Абдулрагимов Таги Ибрагим оглу  | 5 апреля 1967   | 29 июня 1971     |
| Министр мелиорации и водного хозяйства                          | Багиров Зульфугар Али оглы      | 29 июня 1971    |                  |
| Министр мясной и молочной промышленности                        | Зульфугаров Саттар Абузар оглы  | 5 апреля 1967   | 30 июня 1971     |
| Министр нефтяной промышленности                                 | Мамедов Бахтияр Мамед Рза оглы  | 5 апреля 1967   | —                |
| Министр нефтеперерабатывающей и нефтехимической промышленности  | Мамедов Мамедага Ахмед оглы     | 17 апреля 1967  | 23 января 1971   |
| Министр нефтеперерабатывающей и нефтехимической промышленности  | Акимов Алисолтан Камиль оглы    | 28 июня 1971    |                  |
| Министр внутренних дел                                          | Ализаде Мамед Мухаммедали оглы  | 5 апреля 1967   | 24 марта 1970    |
| Министр внутренних дел                                          | Гейдаров Ариф Назар оглы        | 24 марта 1970   | 2 июля 1971      |
| Министр пищевой промышленности                                  | Бадиров Таги Мурсал оглы        | 5 апреля 1967   | 2 июля 1971      |
| Министр промышленного строительства                             | Алекперов Агамехди Салман оглы  | 5 апреля 1967   | 13 ноября 1969   |
| Министр промышленного строительства                             | Султанов Курбан Джамал оглы     | 13 ноября 1969  | 2 июля 1971      |
| Министр промышленности строительных материалов                  | Алекперов Агамехди Салман оглы  | 5 апреля 1967   | 5 февраля 1970   |
| Министр промышленности строительных материалов                  | Мусабеков Фарид Зульфугар оглы  | 5 февраля 1970  | 2 июля 1971      |
| Министр образования                                             | Мехтизаде Мехти Мамед оглы      | 5 апреля 1967   | 2 июля 1971      |
| Министр связи                                                   | Гусейнов Теймур Гулу оглы       | 5 апреля 1967   | 17 марта 1969    |
| Министр связи                                                   | Насруллаев Насрулла Идаят оглы  | 17 марта 1969   | 2 июля 1971      |
| Министр сельского строительства                                 | Ахмедов Тофик Джахангир оглы    | 5 апреля 1967   | 30 июня 1971     |
| Министр сельского хозяйства                                     | Халилов Мамед Рза оглы          | 5 апреля 1967   | 2 июля 1971      |
| Министр торговли                                                | Гафаров Агарза Нурмамед оглы    | 5 апреля 1967   | 29 февраля 1968  |
| Министр торговли                                                | Баширзаде Ага Башир оглы        | 29 февраля 1968 | 2 июля 1971      |
| Министр финансов                                                | Халилов Курбан Али оглы         | 5 апреля 1967   | 25 декабря 1969  |
| Министр финансов                                                | Бахшалиев Бахшали Гасанали оглы | 20 августа 1970 | 2 июля 1971      |
| Министр автомобильного транспорта                               | Рассказов Владимир Григорьевич  | 5 апреля 1967   | 24 сентября 1969 |
| Министр автомобильного транспорта                               | Бабаев Мурсал Алекпер оглы      | 29 января 1970  | 2 июля 1971      |
| Министр бытовой службы                                          | Гасанова Набиба Баладайи кызы   | 5 апреля 1967   | 25 ноября 1968   |
| Министр бытовой службы                                          | Мурадалиев Зураб Джафар оглы    | 25 ноября 1968  | 2 июля 1971      |
| Министр коммунального хозяйства                                 | Топчиев Али Рагим оглы          | 5 апреля 1967   | 2 июля 1971      |
| Министр внутренней промышленности                               | Мамедли Рамазан                 | 5 апреля 1967   | 2 июля 1971      |
| Министр социального обеспечения                                 | Сеидмамедова Зулейха Габиб кызы | 5 апреля 1967   | 2 июля 1971      |
| Министр снабжения                                               | Шамиев Ингилаб Шафагат оглу     | 12 ноября 1969  | 2 июля 1971      |

## Руководители комитетов, профсоюзов и департаментов
| Руководители комитетов, союзов и департаментов Совета Министров Азербайджанской ССР                                                                   |                                    |                 |                 |
| Председатель Госплана Совета Министров Азербайджанской ССР                                                                                            | Аллахвердиев Микаил Ибрагим оглы   | 5 апреля 1967   | 30 июня 1971    |
| Председатель Государственного комитета строительных работ Совета Министров Азербайджанской ССР                                                        | Исмайлов Ягуб Аббасали оглы        | 5 апреля 1967   | 2 июля 1971     |
| Председатель Комитета Народного Контроля Азербайджана                                                                                                 | Керимов Али Габиб оглы             | 5 апреля 1967   | 7 мая 1970      |
| Председатель Комитета Народного Контроля Азербайджана                                                                                                 | Эфендиев Гаджибаба Шариф оглы      | 27 ноября 1970  | 2 июдя 1971     |
| Председатель Государственного комитета технического профессионального образования при Совете Министров Азербайджанской ССР                            | Аллахвердиев Тофик Али-Гейдар оглы | 5 апреля 1967   | 2 июля 1971     |
| Председатель Государственного комитета по использованию трудовых ресурсов Совета Министров Азербайджанской ССР                                        | Курмакаев Зия Ахмаджанович         | 5 апреля 1967   | 2 июля 1971     |
| Председатель Комитета государственной безопасности Совета Министров Азербайджанской ССР                                                               | Цвигу́н Семён Кузьми́ч               | 5 апреля 1967   | 21 июня 1967    |
| Председатель Комитета государственной безопасности Совета Министров Азербайджанской ССР                                                               | Алиев Гейдар Алирза оглы           | 21 июня 1967    | 14 июля 1969    |
| Председатель Комитета государственной безопасности Совета Министров Азербайджанской ССР                                                               | Красильников Виталий Сергеевич     | 1 октября       | 2 июля 1971     |
| Председатель Государственного комитета по сельскохозяйственным продуктам при Совете Министров Азербайджанской ССР                                     | Сеидов Гасан Али оглы              | 5 апреля 1967   | 28 мая 1970     |
| Председатель Государственного комитета по сельскохозяйственным продуктам при Совете Министров Азербайджанской ССР                                     | Азизов Солтан Гуммет оглы          | 28 мая 1970     | 2 июля 1971     |
| Председатель Государственного комитета виноградарства и виноделия Совета Министров Азербайджанской ССР                                                | Рагимов Микдар Абдулрахим оглы     | 5 апреля 1967   | 2 июля 1971     |
| Председатель производственного комитета Совета Министров Азербайджанской ССР по государственному водоснабжению, охране и эксплуатации водных ресурсов | Рустамов Хабиба Надир оглы         | 5 апреля 1967   | 2 июля 1971     |
| Председатель Государственного комитета лесного хозяйства Совета Министров Азербайджанской ССР                                                         | Мустафаев Мехти Гасан оглы         | 5 апреля 1967   | 2 июля 1971     |
| Начальник Главного управления материально-технического снабжения Совета Министров Азербайджанской ССР                                                 | Сааков Николай Вартанович          | 5 апреля 1967 г | 2 июля 1971     |
| Начальник Управления общей энергетики и электрификации Совета Министров Азербайджанской ССР                                                           | Рзагулиев Ю.А.                     | 5 апреля 1967   | 18 ноября 1970  |
| Заведующий отделом химической промышленности Совета Министров Азербайджанской ССР                                                                     | Татлиев Сулейман Байрам оглы       | 5 апреля 1967   | —               |
| Начальник Управления строительства и специальных строительных работ Совета Министров Азербайджанской ССР                                              | Султанов Курбан Джамал оглы        | 5 апреля 1967   | 12 декабря 1969 |
| Начальник Управления строительства и специальных строительных работ Совета Министров Азербайджанской ССР                                              | Исаев Нариман Агахан оглы          | 12 декабря 1969 | 2 июля 1971     |
| Начальник отдела геологии Совета Министров Азербайджанской ССР                                                                                        | Байрамов Абдулла Салим оглы        | 5 апреля 1967   | 2 июля 1971     |
| Председатель Сельскохозяйственного Технического Союза Азербайджана                                                                                    | Чегодаев Евгений Иванович          | 5 апреля 1967   | 25 января 1971  |
| Председатель Сельскохозяйственного Технического Союза Азербайджана                                                                                    | Молотыевский Леонид Александрович  | 25 января 1971  | 2 июля 1971     |
| Председатель металлургического союза Совета Министров Азербайджанской ССР                                                                             | Ризаев Керим Новруз оглы           | 5 апреля 1967   | 2 июля 1971     |
| Начальник Главного статистического управления Совета Министров Азербайджанской ССР                                                                    | Зейналов Гусейн                    | 5 апреля 1967   | 2 июля 1971     |
| Председатель Юридической комиссии Совета Министров Азербайджанской ССР                                                                                | Гасымов Сабир Гасым оглы           | 5 апреля 1967   | —               |